# 安赫萊斯鎮
安赫萊斯鎮（西班牙語：Valle de Ángeles），是洪都拉斯的城鎮，位於該國中部，由弗朗西斯科-莫拉桑省負責管轄，始建於1865年，面積107.21平方公里，海拔高度1,289米，2001年人口10,454，人口密度每平方公里97.51人。